# Матуш Хован
Матуш Хован (словац. Matúš Chovan; нар. 14 лютого 1992) — словацький хокеїст, центральний нападник. Виступає за ХК «Кошиці» у Словацькій Екстралізі.

## Ігрова кар'єра
Вихованець хокейної школи ХК «Кошиці». Виступав за ХК «46 Бардіїв», ХК «Пряшів», ХК «Кошиці».
У чемпіонатах Словаччини — 48 матчів (4+5).
У складі молодіжної збірної Словаччини учасник чемпіонату світу 2012.